# Keith Gledhill
Keith Gledhill, 16 februari 1909, död 2 juni 1999 i Santa Barbara, Kalifornien, var en amerikansk tennisspelare som under 1930-talet var bekant för sina 2 dubbeltitlar i Grand Slam-turneringar.

## Tenniskarriären
Keith Gledhill vann 1926, som 17-åring, sitt första mästerskap i juniordubbeln i Grand Slam (GS)- turneringen Amerikanska mästerskapen tillsammans med Sidney Wood. Sextioett år senare, 1987, vann han dubbeltiteln i seniorklassen i amerikanska hardcourtmästerskapen tillsammans med Elbert Lewis. Detta renderade honom en plats i the Guinness Book of Records (Guinness rekordbok) som den spelare som med längsta tidsintervall vunnit 2 nationella mästerskap i tennis. 
Säsongen 1932 vann han dubbeltiteln i Amerikanska mästerskapen. Han spelade då med den blivande världsettan Ellsworth Vines. I finalen besegrades Wilmer Allison/John Van Ryn (6-4 6-3 6-2). Sin andra GS-titel vann han 1933, också i herrdubbel tillsammans med Vines i Australiska mästerskapen. I finalen mötte de det australiska paret Jack Crawford/Gar Moon. Gledhill/Vines vann med 6-4, 10-8, 6-2. I samma turnering nådde Gledhill också singelfinalen. Han mötte där Crawford, som vann med 2-6, 7-5, 6-3, 6-2.

## Grand Slam-titlar
- Australiska mästerskapen
  - Dubbel - 1933
- Amerikanska mästerskapen
  - Dubbel - 1932